# Wasco (Kalifornia)
Wasco – miasto w Stanach Zjednoczonych, w stanie Kalifornia, w hrabstwie Kern. Według spisu ludności przeprowadzonego przez United States Census Bureau, w roku 2010 miasto Wasco miało 25 545 mieszkańców.